# Герб Нової Водолаги
Герб Ново́ї Водола́ги — один з офіційних символів смт Нова Водолага Харківської області.

## Опис
Герб смт являє собою щит, розділений навпіл по горизонталі.
У верхній його частині розташовані перехрещені ріг достатку з кадуцеєм, що характеризує приналежність смт до Харківської області. У нижній частині міститься гілочка з трьома листочками шовковиці з ягодою червоно-чорного кольору та метеликом шовкопряда, що є символом розвитку ремесел в Новій Водолазі.
Блакитна хвиляста стрічка, що розділяє щит навпіл, позначає річку Водолажку, від якої пішла назва поселення. Внутрішні сторони щита обрамлені каймою чорного кольору, зовнішні — золотого.
Із трьох боків щит обрамлений вінком, що складаються з дубового листя, перев'язаного блакитною стрічкою. Золотий його колір символізує велич і багатство. Блакитна стрічка — духовність і вірність.
Вінець гербу являє собою зображення глиняного горщика та колосків пшениці, що свідчать про розвиток гончарного ремесла та працьовитість народу регіону.

## Історія

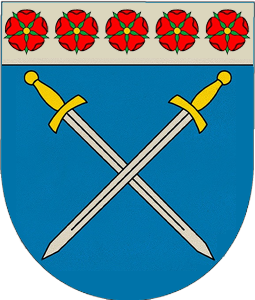
Історичний герб Нової Водолаги з печатки 1748 року

Відгомін геральдичної спадщини козацько-старшинського роду Донців-Захаржевських виразно простежується в гербах міст Слобідської України, значну частину яких засновано саме представниками цієї родини. Зокрема, в гербі Нової Водолаги, що відомий за відтиском печатки 1748 року, перев'яз із трьома трояндами герба Долива змінено на главу із п'ятьма квітками. Крім того, головними фігурами нововодолазького герба були два мечі, що їх перехрещено вістрями вниз.